# Aiki (artes marciales)
Aiki es un término procedente del Budo japonés, y en su sentido más básico es un principio que permite a un practicante entrenado negar o redirigir la fuerza de un oponente. Cuándo se aplica, el practicante de Aiki controla las acciones del atacante con un mínimo esfuerzo y con una distintiva ausencia de la tensión muscular normalmente asociada al esfuerzo físico.
En japonés, Aiki está formado por dos Kanji:
- 合: ai - Unir
- 氣 (気): ki - Espíritu, energía

El Kanji para Ai está constituido por tres radicales: "unir", "uno" y "boca". Por consiguiente, Ai alude a cosas que se juntan o se integran. Aiki no debería confundirse con Wa, que se refiere a la idea de armonía. El kanji para Ki incluye los radicales "vapor" y "arroz". Por tanto, Ki es un símbolo de energía (en el cuerpo).
De modo que el significado de Aiki es encajar, unir o combinar energía. No obstante, hay que ser prudentes al asignar un significado absoluto a las palabras cuando hablamos de conceptos derivados de otras culturas y expresados en diferentes idiomas. Esto es particularmente cierto cuándo las palabras que utilizamos hoy han sido derivadas de símbolos, en este caso Kanji japoneses, que representan ideas más que traducciones literales de los componentes. El uso histórico de un término puede influir en sus significados y haber sido transmitido por quienes quieren ilustrar ciertas ideas con la mejor palabra o frase que tenían a su disposición. Por tanto, pueden existir discrepancias entre artes o escuelas dentro del mismo arte en cuanto a su significado. Los caracteres Ai y Ki pueden traducirse a muchas palabras diferentes en español.
Históricamente el principio del Aiki se transmitía de forma principalmente oral, cuando tales enseñanzas eran con frecuencia un secreto celosamente guardado. En la actualidad el concepto puede describir desde fenómenos físicos a ideas vagas y muy abiertas, o más relacionadas con aspectos espirituales. 

## Artes marciales con Aiki

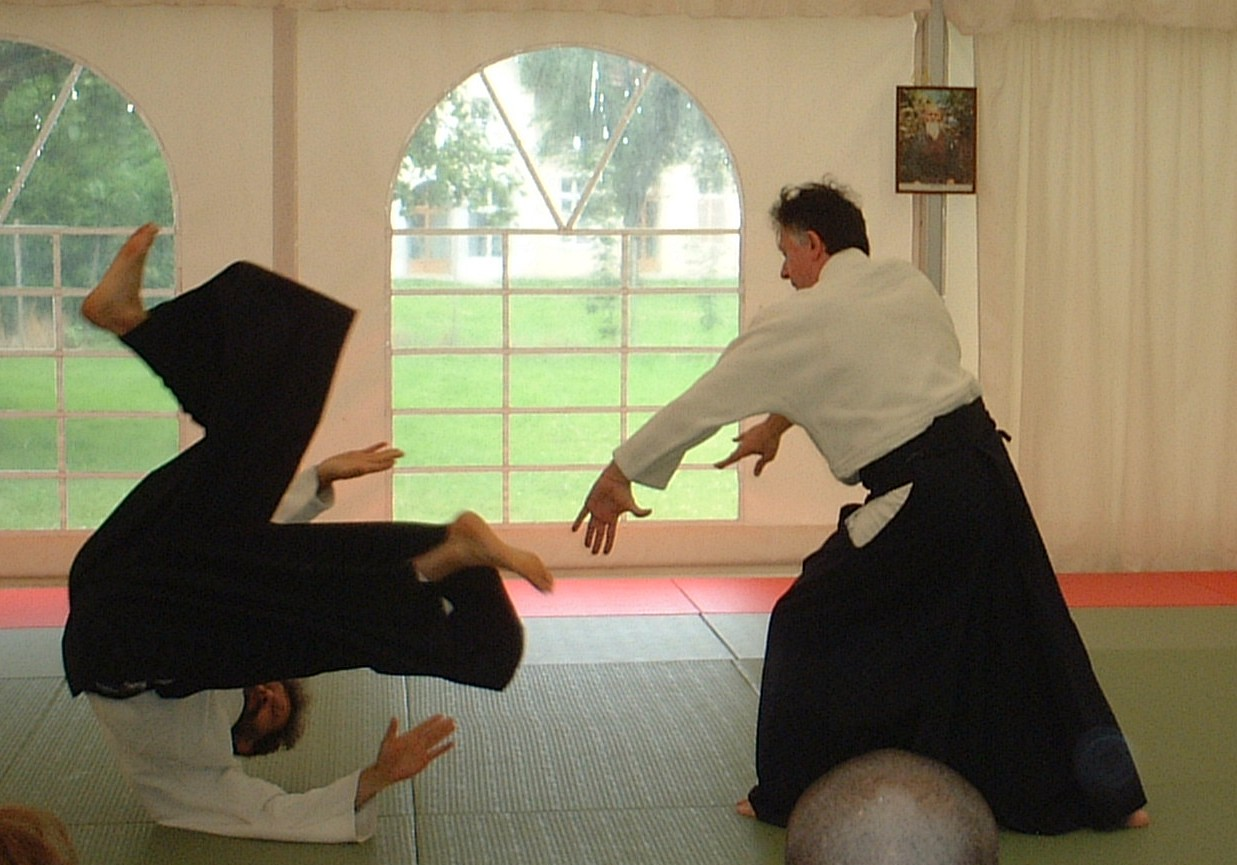
Un derribo de Aikido mediante Kokyu Nage

Aiki aparece en el nombre de varias artes marciales japonesas, siendo los casos más notables el Aikido y su arte-matriz, el Daito-ryu aiki-jujutsu. Estas artes tienden a utilizar el principio del Aiki como un elemento fundamental que subyace a la mayoría de sus técnicas. El Aiki es un principio importante en otras artes, como el Kito-ryu y varias formas de Kenjutsu. Las técnicas realizadas con Aiki son sutiles y requieren escasa fuerza mecánica, por lo que las artes con Aiki generalmente se clasifican entre las artes marciales suaves o internas.

## El concepto de Aiki
El Aiki es un concepto complejo, y para describirlo en relación con una situación marcial generalmente se alude a tres aspectos diferentes:
1) Combinarse en lugar de chocar
Aiki normalmente describe la idea de unión o integración en medio de un combate. En el Aikido generalmente alude a la idea, más elevada, de armonizarse en lugar de chocar. "Armonizarse" es algo que se describe a menudo, incluso dentro del Aikido, con el término japonés Awase (合わせ). Muchas definiciones de "Aiki" parecer girar más bien en torno al concepto de "Awase", no obstante, ya que resultaría difícil encontrar una interpretación exacta de la palabra Aiki en español debido a la complejidad de su uso en cada contexto japonés en particular. El énfasis se pone así en unirse al ritmo y la intención del oponente para encontrar la posición y el momento óptimos en los que aplicar la fuerza. A fin de armonizarse con un ataque muchos consideran necesario ceder a la fuerza entrante, pero los practicantes de Aiki básicamente entienden que hay una diferencia entre "unirse" y "rendirse", y en lugar de ello se entrenan para "capturar" y controlar sutilmente la línea de ataque. El Aiki está estrechamente vinculado al  principio de Ju aunque este último pone más énfasis en la manipulación física activa desde un nivel estructural mecánico.
2) Guiar al atacante
El practicante de Aiki es capaz de guiar el ataque, y por tanto al atacante, a posiciones precarias. La influencia sobre el atacante crece a medida que se deteriora el equilibrio de dicho atacante. Los movimientos del cuerpo (Tai Sabaki) que se utilizan para conseguir esto pueden ser movimientos amplios y obvios o movimientos pequeños y sutiles, generados internamente. Sutiles desplazamientos del peso y la aplicaciones de presión física sobre el atacante le permiten a uno guiar al atacante, mantenerle estático o bien mantenerle en desequilibrio (Kuzushi) a fin de utilizar la propia técnica. Del mismo modo, a través de movimientos engañosos el practicante de Aiki puede negar al atacante una respuesta defensiva, o por el contrario provocar en el atacante una respuesta defensiva que le deja aún más expuesto. Hay un fuerte grado de intención, voluntad o psicología en este aspecto de la dominación. Mente y el cuerpo están coordinados.
3) Uso de fuerza interna o energía Ki
Kiai y Aiki utilizan los dos mismos Kanji (transpuestos) y pueden considerarse como el aspecto interior y exterior del mismo principio. Kiai alude a la manifestación, la emisión o la proyección de la propia energía hacia el exterior (fortaleza externa), mientras que Aiki alude a la propia energía interna (fortaleza interna). Por consiguiente, Kiai es la unión de energías externas, mientras que Aiki es la unión de energías internas. Este uso del Ki implicará el uso del poder Kokyu (respiración), es decir: la respiración está coordinada con el movimiento. Kokyu Ryoku (poder de la respiración) es el poder natural que puede generarse cuando cuerpo y consciencia (mente) están unificados. El término Kokyu (呼吸) también puede usarse para describir una situación en la que ambos oponentes se mueven con una sincronía (timing) apropiada.

## Reflexiones sobre el Aiki
El Aiki se considera una práctica antigua, cuyo conocimiento a menudo estaba custodiado por uno o dos individuos en particular dentro de una familia, escuela o linaje. Culturalmente, y debido a las diversas necesidades de cada época, el conocimiento del Aiki normalmente era un secreto muy bien guardado y que raramente se revelaba a otros.
El libro más antiguo que aborda el tema del Aiki es el Budo Hiketsu-Aiki no Jutsu (Métodos secretos de Budo Aiki no Jutsu), de 1899. Con respecto al tema del Aiki, en él puede leerse lo siguiente:

El arte más profundo y misterioso del mundo es el arte del Aiki. Este es el principio secreto de todas las artes marciales en Japón. Aquel que lo domine puede ser un genio marcial sin igual.

En el manual de Jujutsu (Jujutsu Kyoju-sho Ryu no Maki) de 1913:

Aiki es un estado impasible de la mente, sin un punto ciego, ni punto débil, ni malevolencia ni temor. No hay diferencia entre Aiki y Ki-Ai; no obstante, si los comparamos, cuando el Aiki se expresa dinámicamente esto se denomina Kiai, y cuando se expresa estáticamente es Aiki.

El término Aiki se ha utilizado desde tiempos antiguos y no es exclusivo del Daito-ryu. El Ki en Aiki es Go No Sen, que significa "reaccionar" o responder a un ataque ya iniciado.

... [El] Daito-ryu se basa totalmente en Go No Sen: primero te evades del ataque de tu oponente y luego golpeas o le controlas. De modo similar, Itto-ryu es principalmente Go No Sen. Atacas porque un oponente te ataca. Esto implica no cortar a tu oponente. A esto se le llama Katsujinken (espada que otorga la vida). A su opuesto se le llama Setsuninken (espada que otorga la muerte).